# Евстигнеев, Михаил Васильевич
Михаил Васильевич Евстигнеев (5 ноября 1902 года — 9 февраля 1954 года) — советский военный деятель, полковник (17 ноября 1940 года).

## Начальная биография
Михаил Евстигнеев родился 5 ноября 1902 года в селе Середа Нерехтского уезда Костромской губернии. Русский. До службы в армии М. В. Евстигнеев работал делопроизводителем в Серединском уездном финансовом отделе (г. Середа).

## Военная служба
В РККА с декабря 1919 года.
Образование. Окончил полковую школу 1-го Владимирского территориального полка (1920), 14-е пехотные командные курсы в г. Ярославль (1921), Нижегородскую пехотную школу им. И. В. Сталина (1928), курсы «Выстрел» (1931).

### Довоенное время
В декабре 1919 года добровольно вступил в РККА и через месяц Серединским УВК направлен в полковую школу 1-го Владимирского территориального полка, по окончании в мае 1920 года переведен для продолжения учебы на 14-е пехотные командные курсы в г. Ярославль. По окончании с июня 1921 года оставлен на них и служил командиром взвода и пом. командира роты.
В сентябре 1922 года назначен пом. командира 32-й отдельной роты ЧОН в г. Середа , а в декабре переведен командиром взвода в 163-ю отдельную роту ЧОН в г. Выкса Нижегородской губернии. 
C июня 1924 года  в 49-м стрелковом полку 17-й Нижегородской стрелковой дивизии проходил службу пом. командира взвода и старшиной роты, врид командира взвода. 
С октября 1926 по сентябрь 1928 г. учился в Нижегородской пехотной школе им. И. В. Сталина. 
По окончании направлен на Дальний Восток в 3-й Верхнеудинский стрелковый полк 1-й Тихоокеанской стрелковой дивизии ОКДВА, где командовал пулемётным взводом и взводом полковой школы, стрелковой ротой.
В 1929 года врид командира роты этого полка участвовал в боях на КВЖД (под г. Мишань-Фу). 
С ноября 1930 года во Владивостокской пехотной школе им. Коминтерна, где был курсовым командиром взвода и врид командира роты. 
В июле - августе 1931 года прошел курсы снайперов при курсах «Выстрел» в Москве, затем вернулся на прежнюю должность. В январе 1934 г. назначен командиром роты в Омское военное училище им. М. В. Фрунзе. 
С августа 1938 года исполнял должность помощника инспектора сухопутных военных училищ Инспекции сухопутных военных училищ РККА.
С марта 1939 года — помощник командира по строевой части 67-го горнострелкового полка 20-й горнострелковой дивизии ЗакВО в г. Ленинакан. 
С ноября 1939 года командовал 265-м, а с мая 1940 года - 174-м горнострелковыми полками 20-й горнострелковой дивизии. В декабре 1940 года назначен командиром 408-го резервного стрелкового полка ЗакВО, затем в апреле 1941 года принял командование 54-м мотострелковым полком 54-й танковой дивизии 28-го механизированного корпуса.

### Великая Отечественная война
С началом Великой Отечественной войны продолжал командовать полком. В августе - сентябре 1941 года в составе 54-й танковой дивизии 47-й армии (сформирована на базе корпуса) участвовал с ней в походе в Иран. 
В сентябре назначен командиром 392-й стрелковой дивизии (г. Гори Грузинская ССР).
Закавказского и Кавказского (с 30 декабря) фронтов.
С 10 февраля 1942 года — командир 9-й горнострелковой дивизии в г. Батуми. 1 декабря 1942 года дивизия в составе 46-й армии вошла в подчинение Черноморской группы войск Закавказского фронта и переброшена в район Туапсе на перевал Хехуч.
С января 1943 года она участвовала в Северо-Кавказской наступательной операции, в освобождении г. Майкоп. В начале февраля ее части форсировали р. Кубань, а на станции Белореченская захватили до 500 вагонов с военным снаряжением, оружием и боеприпасами. В ходе Краснодарской наступательной операции дивизия, действуя в составе 37-й армии Северо-Кавказского фронта, освободила пригород Краснодара - Калинино, создав тем самым угрозу флангу противника и способствуя освобождению войсками фронта г. Краснодар. 
Однако при взятии ст. Новомышастовская полковником М. В. Евстигнеевым был отдан приказ о расстреле без всяких оснований двух жителей станицы. За это он был отстранен от командования и отдан под суд. С 18 марта по 11 апреля находился под стражей, затем приговором Выездной коллегии Верховного Суда СССР в открытом судебном заседании осужден к 10 годам ИТЛ с отсрочкой исполнения приговора до окончания военных действий и направлением на фронт (в тот же день 11 апреля исключен из рядов партии). С 18 апреля по 17 июля 1943 года отбывал наказание в 7-м отдельном штрафном батальоне Северо-Кавказского фронта (рядовым бойцом, командиром взвода и начальником штаба батальона). За героизм и мужество в боях Военной коллегией Верховного Суда СССР 12 августа 1943https://pamyat-naroda.ru/heroes/kld-card_ran98121034 судимость с него была снята. Назначен заместителем командира 383-й стрелковой дивизии этого же фронта. 
В период боев за Новороссийск с 9 сентября допущен к командованию 318-й стрелковой дивизией 18-й армии, но уже 14 сентября при освобождении города он был тяжело ранен и до 15 ноября находился на лечении в госпитале. По выздоровлении состоял в распоряжении Военного совета Отдельной Приморской армии, затем ГУК НКО, а с января 1944 года - Военного совета 1-го Украинского фронта. 
С 29 апреля 1944 года допущен к исполнению должности зам. командира по строевой части 280-й стрелковой дивизии 1-й гвардейской армии, затем с 15 мая принял командование 309-й стрелковой Пирятинской дивизией. С 16 по 22 июля 1944 года дивизия вместе с 47-м стрелковым корпусом совершила марш к р. Сан и, войдя в подчинение 13-й армии этого же фронта, участвовала в Львовско-Сандомирской наступательной операции (в направлении Ниско - Розвадув - Сандомир). 
28 августа 1944 года был отстранен от командования и зачислен в распоряжение Военного совета 13-й армии, затем в сентябре назначен заместителем командира 136-й стрелковой Киевской Краснознамённой ордена Богдана Хмельницкого дивизии  47-го стрелкового корпуса 65-й армии 2-й Белорусский фронт. Отличился с 4 сентября до 11 октября, участвуя в боях по расширению плацдарма за р. Нарев, при освобождении города Сероцк и окружении сероцко-зегжеской группировки противника. Награждён орденом Отечественной войны 1 степени. В ходе Млавско-Эльбингской наступательной операции он был ранен и с 15 января по 1 сентября 1945 года находился на лечении.

### Послевоенная карьера
После войны, с окончанием отпуска, 30 ноября 1945 года назначен заместителем командира 185-й стрелковой Панкратовско-Пражской ордена Суворова дивизии ГСОВГ. 
31 июля 1946 года был переведен заместителем командира 21-й отдельной гвардейской стрелковой Печенгской Краснознамённой орденов Суворова и Красной Звезды бригады Московский военный округ. С мая 1947 года был преподавателем военной кафедры Горьковского инженерно-строительного института, с августа - преподавателем общевойсковой подготовки Горьковского сельскохозяйственного института, с июля 1948 года - старшим преподавателем общевойсковой подготовки военной кафедры Вологодского молочного института. 14.1.1954 года уволен в запас.
Умер 9 февраля 1954 года в городе Вологде.

## Награды
- Орден Ленина (21.02.1945)[9];
- Три ордена Красного Знамени (03.11.1944) [10], (20.02.1945)[11], (19.11.1951)[12];
- Орден Отечественной войны 1 степени (23.11.1944)[13];
- Орден Красной Звезды (20.-2.1945)[9];
- Медаль XX лет РККА, (1938);
- Медаль «За оборону Кавказа» (22.12.1942)[14];

- Медаль «За победу над Германией в Великой Отечественной войне 1941-1945 гг.» , 9 мая

1945 года;
- Медаль «За освобождение Варшавы» (9.06.1945)[16];
- Юбилейная медаль «30 лет Советской Армии и Флота»;

## Воинские звания
- подполковник
- полковник[17]

## Память
- На могиле установлен надгробный памятник.
- Имя воина увековечено в Главном Храме Вооружённых сил России и на мемориале «Дорога памяти»[18].